# Robert Gardner (calciatore)
Robert Gardner (Nairn, 24 settembre 1847 – 27 febbraio 1887) è stato un calciatore scozzese, di ruolo portiere.

## Caratteristiche tecniche
Inizialmente attaccante, coraggioso e di impeto, in seguito si spostò tra i pali, con un enorme successo. Caratterizzato da un atteggiamento da leader, è da molti definito come "il primo portiere della storia".

## Carriera

### Club
Gardner è stato, oltre che capitano del Queen's Park Football Club, l'inventore delle tattiche nel mondo del calcio, dando ai suoi compagni delle carte in cui spiegava dove e come dovevano giocare nella partita contro l'Hamilton Gymnasium Football Club del 1869.

### Nazionale
Fece parte della nazionale scozzese che partecipò al primo incontro fra nazionali di tutti i tempi. In quella partita fu anche capitano della propria squadra.

## Statistiche

### Cronologia presenze e reti in nazionale
| Cronologia completa delle presenze e delle reti in nazionale ― Scozia | Cronologia completa delle presenze e delle reti in nazionale ― Scozia | Cronologia completa delle presenze e delle reti in nazionale ― Scozia | Cronologia completa delle presenze e delle reti in nazionale ― Scozia | Cronologia completa delle presenze e delle reti in nazionale ― Scozia | Cronologia completa delle presenze e delle reti in nazionale ― Scozia | Cronologia completa delle presenze e delle reti in nazionale ― Scozia | Cronologia completa delle presenze e delle reti in nazionale ― Scozia |
| Data                                                                  | Città                                                                 | In casa                                                               | Risultato                                                             | Ospiti                                                                | Competizione                                                          | Reti                                                                  | Note                                                                  |
| --------------------------------------------------------------------- | --------------------------------------------------------------------- | --------------------------------------------------------------------- | --------------------------------------------------------------------- | --------------------------------------------------------------------- | --------------------------------------------------------------------- | --------------------------------------------------------------------- | --------------------------------------------------------------------- |
| 30-11-1872                                                            | Glasgow                                                               | Scozia                                                                | 0 – 0                                                                 | Inghilterra                                                           | Amichevole                                                            | 0                                                                     | Cap. - Prima partita tra nazionali di tutti i tempi                   |
| 8-3-1873                                                              | Londra                                                                | Inghilterra                                                           | 4 – 2                                                                 | Scozia                                                                | Amichevole                                                            | -4                                                                    | Prima sconfitta della nazionale scozzese                              |
| 7-3-1874                                                              | Glasgow                                                               | Scozia                                                                | 2 – 1                                                                 | Inghilterra                                                           | Amichevole                                                            | -1                                                                    | Prima vittoria della nazionale scozzese                               |
| 6-3-1875                                                              | Londra                                                                | Inghilterra                                                           | 2 – 2                                                                 | Scozia                                                                | Amichevole                                                            | -2                                                                    |                                                                       |
| 2-3-1878                                                              | Glasgow                                                               | Scozia                                                                | 7 – 2                                                                 | Inghilterra                                                           | Amichevole                                                            | -2                                                                    |                                                                       |
| Totale                                                                |                                                                       | Presenze                                                              | 5                                                                     |                                                                       | Reti                                                                  | -9                                                                    |                                                                       |

### Record
- Primo portiere della nazionale scozzese e primo portiere in assoluto di una nazionale insieme all'inglese Robert Barker.
- Primo capitano della nazionale scozzese e primo capitano in assoluto di una nazionale insieme all'inglese Cuthbert Ottaway.

## Palmarès
- Coppa di Scozia: 1

Queen's Park:1873-1874